# Hans Thorszelius
Hans Elof Thorszelius, född 19 februari 1944 i Uppsala, är en svensk kartläsare inom rally.
Hans Thorszelius var framgångsrik i internationell rally som kartläsare till Björn Waldegård. Främsta meriten är VM-titeln 1979.